# Mistrzostwa Polski w Skokach Narciarskich 2006
81. Mistrzostwa Polski w Skokach Narciarskich – zawody o mistrzostwo Polski w skokach narciarskich, które odbyły się w dniach 25-26 lutego 2006 roku na Średniej i Wielkiej Krokwi w Zakopanem.
W konkursie indywidualnym na skoczni normalnej zwyciężył Adam Małysz, srebrny medal zdobył Kamil Stoch, a brązowy – Stefan Hula. Na dużym obiekcie najlepszy okazał się Robert Mateja przed Małyszem i Stochem.
Konkurs drużynowy, rozegrany po siedemnastu latach przerwy na dużej skoczni, wygrał zespół KS Wisła Ustronianka w składzie: Rafał Śliż, Wojciech Tajner, Piotr Żyła i Adam Małysz.

## Wyniki

### Konkurs drużynowy na dużej skoczni (25.02.2006)
| Miejsce | Klub                      | Zawodnik            | Nota zespołu |
| ------- | ------------------------- | ------------------- | ------------ |
| 1.      | KS Wisła Ustronianka I    | Rafał Śliż          | 982,4        |
| 1.      | KS Wisła Ustronianka I    | Wojciech Tajner     | 982,4        |
| 1.      | KS Wisła Ustronianka I    | Piotr Żyła          | 982,4        |
| 1.      | KS Wisła Ustronianka I    | Adam Małysz         | 982,4        |
| 2.      | TS Wisła Zakopane I       | Robert Mateja       | 972,1        |
| 2.      | TS Wisła Zakopane I       | Wojciech Skupień    | 972,1        |
| 2.      | TS Wisła Zakopane I       | Mateusz Rutkowski   | 972,1        |
| 2.      | TS Wisła Zakopane I       | Łukasz Rutkowski    | 972,1        |
| 3.      | AZS AWF Katowice I        | Marcin Bachleda     | 876,6        |
| 3.      | AZS AWF Katowice I        | Tomisław Tajner     | 876,6        |
| 3.      | AZS AWF Katowice I        | Tomasz Pochwała     | 876,6        |
| 3.      | AZS AWF Katowice I        | Krzysztof Styrczula | 876,6        |
| 4.      | Start Krokiew Zakopane I  | Sebastian Toczek    | 761,2        |
| 4.      | Start Krokiew Zakopane I  | Marek Michniak      | 761,2        |
| 4.      | Start Krokiew Zakopane I  | Wojciech Topór      | 761,2        |
| 4.      | Start Krokiew Zakopane I  | Paweł Urbański      | 761,2        |
| 5.      | Start Krokiew Zakopane II | b.d.                | 652,1        |
| 6.      | AZS AWF Katowice II       | b.d.                | 600,9        |
| 7.      | KS Wisła Ustronianka II   | b.d.                | 591,4        |
| 8.      | TS Wisła Zakopane II      | b.d.                | 556,9        |

W konkursie wzięło udział 8 zespołów.

### Konkurs indywidualny na dużej skoczni (25.02.2006)
| Miejsce | Zawodnik          | Klub                 | Skok 1 | Skok 2 | Punkty |
| ------- | ----------------- | -------------------- | ------ | ------ | ------ |
| 1.      | Robert Mateja     | TS Wisła Zakopane    | 132,0  | 133,5  | 278,9  |
| 2.      | Adam Małysz       | KS Wisła Ustronianka | 131,5  | 132,0  | 275,3  |
| 3.      | Kamil Stoch       | LKS Poroniec Poronin | 128,5  | 126,0  | 257,4  |
| 4.      | Stefan Hula       | LZS Sokół Szczyrk    | 125,5  | 126,5  | 249,6  |
| 5.      | Piotr Żyła        | KS Wisła Ustronianka | 121,5  | 122,5  | 234,7  |
| 6.      | Tomisław Tajner   | AZS AWF Katowice     | 122,0  | 120,5  | 231,5  |
| 7.      | Rafał Śliż        | KS Wisła Ustronianka | 120,0  | 122,0  | 231,1  |
| 8.      | Łukasz Rutkowski  | TS Wisła Zakopane    | 120,0  | 119,0  | 224,2  |
| 9.      | Marcin Bachleda   | AZS AWF Katowice     | 116,5  | 121,0  | 220,5  |
| 10.     | Mateusz Rutkowski | TS Wisła Zakopane    | 119,5  | 117,0  | 218,7  |

W konkursie wzięło udział 54 zawodników.

### Konkurs indywidualny na normalnej skoczni (26.02.2006)
| Miejsce | Zawodnik         | Klub                   | Skok 1 | Skok 2 | Punkty |
| ------- | ---------------- | ---------------------- | ------ | ------ | ------ |
| 1.      | Adam Małysz      | KS Wisła Ustronianka   | 89,5   | 88,5   | 249,5  |
| 2.      | Kamil Stoch      | LKS Poroniec Poronin   | 88,5   | 87,5   | 242,0  |
| 3.      | Stefan Hula      | LZS Sokół Szczyrk      | 88,0   | 84,0   | 232,0  |
| 4.      | Tomasz Pochwała  | AZS AWF Katowice       | 88,5   | 82,5   | 231,5  |
| 4.      | Marcin Bachleda  | AZS AWF Katowice       | 88,5   | 84,5   | 231,5  |
| 6.      | Rafał Śliż       | KS Wisła Ustronianka   | 87,0   | 84,0   | 231,0  |
| 7.      | Robert Mateja    | TS Wisła Zakopane      | 85,0   | 85,0   | 228,5  |
| 8.      | Łukasz Rutkowski | TS Wisła Zakopane      | 84,0   | 82,0   | 218,0  |
| 9.      | Tomisław Tajner  | AZS AWF Katowice       | 83,5   | 81,5   | 216,5  |
| 10.     | Dawid Kowal      | Start Krokiew Zakopane | 84,5   | 79,0   | 211,5  |

W konkursie wzięło udział 71 zawodników.